# Tät vitmossa
Tät vitmossa (Sphagnum compactum) är en bladmossart som beskrevs av Lamarck och A. P. de Candolle 1805. Enligt Catalogue of Life ingår Tät vitmossa i släktet vitmossor och familjen Sphagnaceae, men enligt Dyntaxa är tillhörigheten istället släktet vitmossor och familjen Sphagnaceae. Arten är reproducerande i Sverige. Inga underarter finns listade i Catalogue of Life.

## Bildgalleri

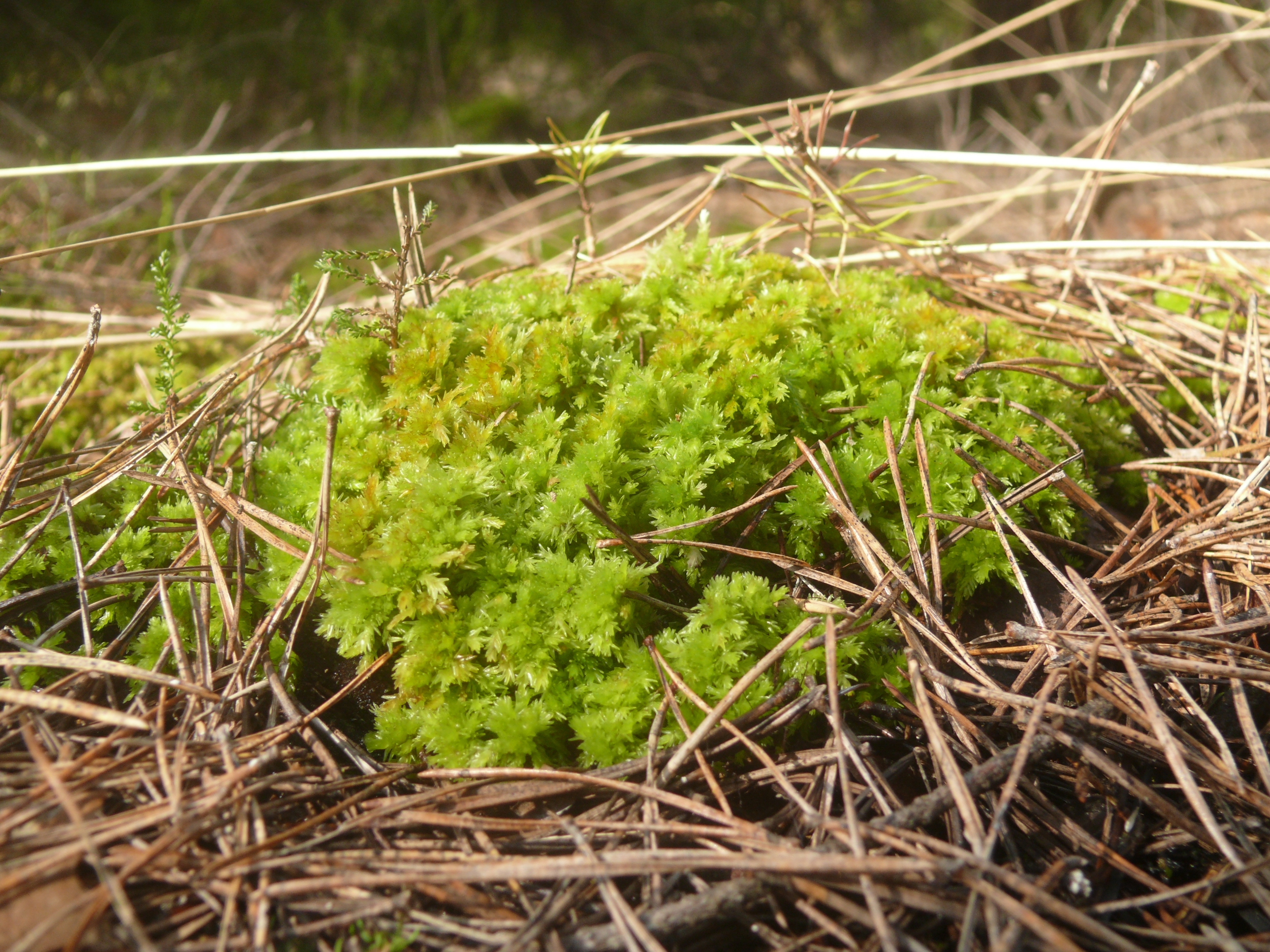